# SV Thörl
Der SV Thörl ist ein österreichischer Fußballverein aus dem steirischen Thörl. Der Verein ging 1991 aus dem Werksportverein Thörl des Draht-Herstellers Pengg hervor und spielt ab der Saison 2010/2011 in der steirischen Unterliga Nord A.
Beim WSV Thörl wurde bereits 1934 eine Gruppe Fußball eingerichtet, die Anmeldung beim steirischen Fußballverband erfolgte jedoch erst im Jahre 1946. Der Klub begann in der 3. Klasse Mürztal und spielte bis 1959 in der Fölz-Au, ehe das heutige Stadion eröffnet wurde. 1984 wurde der WSV Thörl steirischer Landesmeister. In der Relegation zur 2. Division setzte sich der Klub erfolgreich gegen den ATSV Steyrermühl und den SV Feldkirchen durch.
In der Saison 1984/85 belegte der in der WSV Thörl in seiner ersten Saison den sechsten von 16 Plätzen, aufgrund einer Reduktion der Profi-Vereine von 32 auf 24 Teams war dieser Rang aber gleichbedeutend mit dem Wiederabstieg in die steirische Landesliga. 1991 ging das Vereinsareal von der Firma Pengg ins Gemeindevermögen über und der SV Thörl wurde ausgegliedert.